# رباعية في الخريف (رواية)
رباعية في الخريف (بالإنجليزية: Quartet in Autumn)‏ هي رواية للكاتبة الإنجليزية باربرا بيم، نشرت عام 1977، عن دار نشر ماكميلان.